# Kanton Peyrehorade
Peyrehorade is een voormalig kanton van het Franse departement Landes. Het kanton maakte deel uit van het arrondissement Dax.

## Gemeenten
Het kanton Peyrehorade omvatte de volgende gemeenten:
- Bélus
- Cauneille
- Hastingues
- Oeyregave
- Orist
- Orthevielle
- Pey
- Peyrehorade (hoofdplaats)
- Port-de-Lanne
- Saint-Cricq-du-Gave
- Saint-Étienne-d'Orthe
- Saint-Lon-les-Mines
- Sorde-l'Abbaye